# Bbox Bouygues Télécom/Saison 2010
Dieser Artikel listet Erfolge und Mannschaft des Radsportteams Bbox Bouygues Télécom in der Saison 2010 auf.

## Saison 2010

### Erfolge beim UCI World Calendar
In Rennen des UCI World Calendar im Jahr 2010 gelangen dem Team nachstehende Erfolge
| Datum         | Rennen                                 | Fahrer           |
| ------------- | -------------------------------------- | ---------------- |
| 9. März       | 2. Etappe Paris–Nizza                  | William Bonnet   |
| 29. Mai       | 20. Etappe Giro d’Italia               | Johann Tschopp   |
| 10. Juni      | 4. Etappe Critérium du Dauphiné Libéré | Nicolas Vogondy  |
| 19. Juli      | 15. Etappe Tour de France              | Thomas Voeckler  |
| 20. Juli      | 16. Etappe Tour de France              | Pierrick Fédrigo |
| 10. September | Grand Prix Cycliste de Québec          | Thomas Voeckler  |

### Erfolge in der UCI Europe Tour
In der Saison 2010 gelangen dem Team nachstehende Erfolge in der UCI Europe Tour.
| Datum              | Rennen                                        | Kat. | Fahrer           |
| ------------------ | --------------------------------------------- | ---- | ---------------- |
| 22. Januar         | 4. Etappe La Tropicale Amissa Bongo           | 2.1  | Anthony Charteau |
| 23. Januar         | 5. Etappe La Tropicale Amissa Bongo           | 2.1  | Yohann Gène      |
| 19.–24. Januar     | Gesamtwertung La Tropicale Amissa Bongo       | 2.1  | Anthony Charteau |
| 27. März           | 1. Etappe Critérium International             | 2.HC | Pierrick Fédrigo |
| 27.–28. März       | Gesamtwertung Critérium International         | 2.HC | Pierrick Fédrigo |
| 30. März           | 1. Etappe Driedaagse van De Panne-Koksijde    | 2.HC | Steve Chainel    |
| 31. März           | 2. Etappe Driedaagse van De Panne-Koksijde    | 2.HC | Sébastien Turgot |
| 2. April           | Route Adélie de Vitré                         | 1.1  | Cyril Gautier    |
| 25. April – 1. Mai | Gesamtwertung Tour de Bretagne                | 2.2  | Franck Bouyer    |
| 22. Mai            | 4. Etappe Circuit de Lorraine                 | 2.1  | Pierre Rolland   |
| 24. Juni           | Französische Meisterschaft – Einzelzeitfahren | NC   | Nicolas Vogondy  |
| 27. Juni           | Französische Meisterschaft – Straßenrennen    | NC   | Thomas Voeckler  |

### Erfolge in der Cyclocross Tour
In Rennen der Cyclocross-Saison 2009/10 gelangen dem Team nachstehende Erfolge.
| Datum        | Rennen                              | Fahrer        |
| ------------ | ----------------------------------- | ------------- |
| 13. Dezember | Grand Prix Wetzikon, Wetzikon       | Steve Chainel |
| 1. Januar    | Grand Prix Hotel Threeland, Pétange | Steve Chainel |

### Abgänge/Zugänge
| Zugänge                   | Team 2009        | Abgänge          | Team 2010                   |
| ------------------------- | ---------------- | ---------------- | --------------------------- |
| Anthony Charteau          | Caisse d’Epargne | Olivier Bonnaire | Française des Jeux          |
| Freddy Bichot             | Agritubel        | Arnaud Labbe     | Cofidis, le Crédit en Ligne |
| Nicolas Vogondy           | Agritubel        | Rony Martias     | Saur-Sojasun                |
| Jérôme Cousin (ab 01.07.) | Neoprofi         | Jewgeni Sokolow  | Moscow                      |
|                           |                  | Julien Belgy     | Vendée U                    |

### Mannschaft
| Name                | Geburtstag         | Nationalität |              |
| ------------------- | ------------------ | ------------ | ------------ |
| Yukiya Arashiro     | 22. September 1984 | Japan        |              |
| Giovanni Bernaudeau | 25. August 1983    | Frankreich   |              |
| Freddy Bichot       | 9. September 1979  | Frankreich   |              |
| William Bonnet      | 25. Juni 1982      | Frankreich   |              |
| Franck Bouyer       | 17. März 1974      | Frankreich   |              |
| Steve Chainel       | 6. September 1983  | Frankreich   |              |
| Anthony Charteau    | 4. Juni 1979       | Frankreich   |              |
| Mathieu Claude      | 17. März 1983      | Frankreich   |              |
| Jérôme Cousin       | 5. Juni 1989       | Frankreich   |              |
| Pierrick Fédrigo    | 30. November 1978  | Frankreich   |              |
| Damien Gaudin       | 20. August 1986    | Frankreich   |              |
| Cyril Gautier       | 26. September 1987 | Frankreich   |              |
| Yohann Gène         | 25. Juni 1981      | Frankreich   |              |
| Saïd Haddou         | 23. November 1982  | Frankreich   |              |
| Vincent Jérôme      | 26. November 1984  | Frankreich   |              |
| Guillaume Le Floch  | 16. Februar 1985   | Frankreich   |              |
| Laurent Lefèvre     | 2. Juli 1976       | Frankreich   |              |
| Alexandre Pichot    | 6. Januar 1983     | Frankreich   |              |
| Perrig Quéméneur    | 26. April 1984     | Frankreich   |              |
| Pierre Rolland      | 10. Oktober 1986   | Frankreich   |              |
| Matthieu Sprick     | 29. September 1981 | Frankreich   |              |
| Juri Trofimow       | 26. Januar 1984    | Russland     |              |
| Johann Tschopp      | 1. Juli 1982       | Schweiz      |              |
| Sébastien Turgot    | 11. April 1984     | Frankreich   |              |
| Thomas Voeckler     | 22. Juni 1979      | Frankreich   |              |
| Nicolas Vogondy     | 8. August 1977     | Frankreich   |              |
| Stagiaires          | Stagiaires         | Nationalität | Nationalität |
| Tony Hurel          | Tony Hurel         | Frankreich   |              |
| Kévin Réza          | Kévin Réza         | Frankreich   |              |